# Condado de Snyder
O Condado de Snyder é um dos 67 condados do Estado americano da Pensilvânia. A sede do condado é Middleburg, e sua maior cidade é Middleburg. O condado possui uma área de 860 km²(dos quais 2 km² estão cobertos por água), uma população de 37 546 habitantes, e uma densidade populacional de 44 hab/km² (segundo o censo nacional de 2000). O condado foi fundado em 2 de março de 1855.